# Collège du Plessis

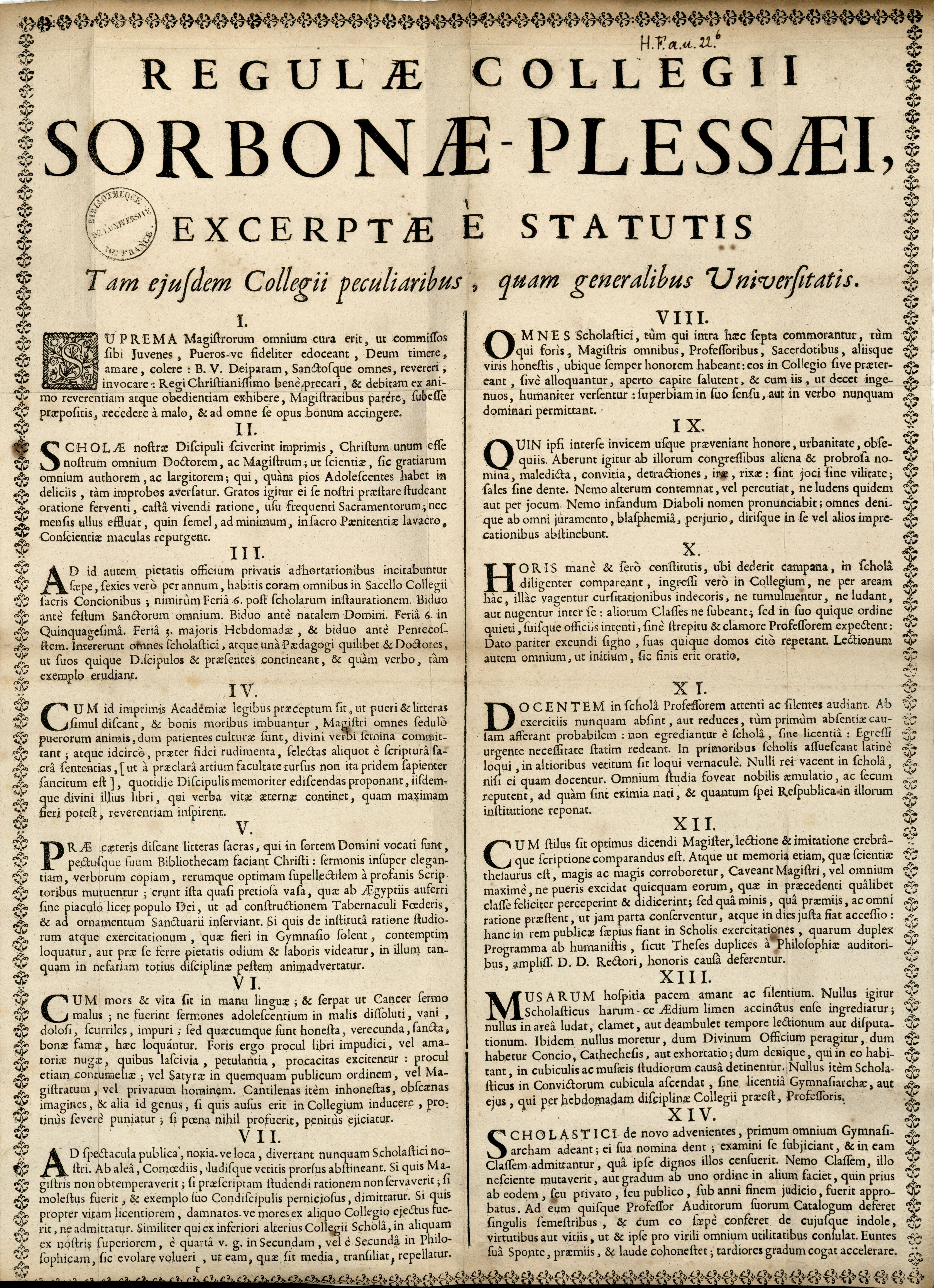
Collège du Plessis (Paris): Gründung und Satzung. Druckwerk, 1651? (Sorbonne-Bibliothek, NuBIS)

Das Collège du Plessis in der Pariser Rue Saint-Jacques war ein höheres Unterrichtsinstitut in unmittelbarer Nachbarschaft zur Sorbonne und zum Collège royal. Seine Ursprünge liegen im Hochmittelalter, als es noch ein "Hôtel" (Unterkunft für Alte, Bedürftige, Kranke, Fremde und Pilger) war. Geoffroy Baluçon, ein bretonischer Adeliger aus Plessis, ließ es gegen Ende seines Lebens (er starb 1332) in eine Lehranstalt umwandeln, wo vierzig Stipendiaten kostenlos unterrichtet wurden. Ein Neubau erfolgte kurz vor der Mitte des 17. Jahrhunderts unter Kardinal Richelieu, dessen eigentlicher Name Armand Jean du Plessis war (allerdings stammte seine Familie aus dem Poitou).
Während der Französischen Revolution dienten die Räumlichkeiten des Collège insbesondere in der Phase des jakobinischen „Terreur“ als Haftlokal. In ihm wurden vor allem Gefangene aus den umliegenden Provinzstädten untergebracht, wo es weder Revolutionstribunale noch Schafotte gab. Während in den Kellern Zellen für die männlichen Häftlinge bereitstanden, schloss man die weiblichen auf dem Dachboden ein; von dort stürzten sich mehrere dieser Frauen angesichts der sicheren Schuldsprüche zu Tode. Mit den zunehmenden Inhaftierungen kam es zu Platznöten, und die Trennmauer zur Sorbonne wurde eingerissen, um so das Gefängnis zu erweitern. Nach dem Ende des Terrors 1794 erhielt das Collège seine ursprüngliche Funktion zurück, wurde aber in die Sorbonne integriert.